# Corda (Einheit)
Die Corda war ein italienisches Längenmaß und galt auf der Insel Sizilien.
- 1 Corda = 4 Catene = 16 Canne =  128 Palmi = 33,0368 Meter[1]
- 1 Miglio (Meile) = 45 Corde = 1,4866 Kilometer (Palermo)